# Relações entre Irã e União Europeia
As relações entre Irão (português europeu) ou Irã (português brasileiro) e União Europeia vêm sofrendo uma deterioração desde 2005, devido às graves preocupações da Comissão Europeia sobre o programa nuclear iraniano. A recusa contínua do Irã para dar cumprimento às suas obrigações internacionais e cooperar plenamente com a Agência Internacional de Energia Atômica (AIEA) levou a resoluções do Conselho de Segurança em 2006, 2007, 2008 e 2010, e também à imposição de sanções econômicas contra o país..
Com o objetivo de obter um parceiro mais estável na região do Golfo Pérsico, a União Europeia tem pretendido desenvolver os laços políticos e econômicos com o Irã e promover a cooperação em áreas como meio ambiente, combate ao narcotráfico e a imigração clandestina. No entanto, os europeus impõem uma condição prévia e necessária; a reforma política, econômica e legislativa no Irã.

## Exportações de petróleo
Em 19 de fevereiro de 2012, o Irã suspendeu as suas exportações de petróleo para França e para o Reino Unido, - os dois países da União Europeia que mais incentivaram a adoção de sanções contra a nação persa - e ameaçou outros países europeus com as mesmas atitudes se estes continuarem com "ações hostis" contra o governo de Teerã. Segundo um porta-voz da chefe da diplomacia da UE, Catherine Ashton, o bloco econômico é capaz de enfrentar a suspensão no fornecimento de petróleo iraniano.
Esta suspensão para os dois países é simbólica, visto que ambos já haviam cessado a importação de petróleo do Irã, em cumprimento ao embargo da UE, previsto para entrar plenamente em vigor no mês de julho de 2012. A Itália, Espanha e a Grécia, os principais destinos das exportações petrolíferas iranianas no continente, se veriam, ao contrário, penalizadas se Teerã decidir colocar as suas ameaças em prática.